# Battai Sugár Katinka
Battai Sugár Katinka (Debrecen, 2003. április 17. –) világbajnok magyar kardvívó, olimpikon.

## Pályafutása
2012-ben a kezdte sportpályafutását Debrecenben, majd 2017-ben edzőjével, Dávid Lászlóval átigazoltak a TFSE vívószakosztályához. Edzéseit továbbra is Debrecenben folytatta, 2019-től az Interfencing DSC vívójaként. 2022 januárjában a DEAC újonnan alakuló vívószakosztályának lett a sportolója.
A 2018-as kadét Európa-bajnokságon csapatban (Pusztai Liza, Nagy Valentina, Szűcs Luca) ezüstérmes volt. Ugyanebben a korosztályban a következő évi kontinens bajnokságon aranyérmes volt csapatban (Keszei Kira, Szűcs, Báthory Kata). Ugyanitt a junior csapattal (Bérczy Dorottya, Nagy V., Pusztai) harmadik lett. A junior világbajnokságon (Pusztai, Bérczy, Nagy V.) csapatban győzött. 2020-ban a kadétok között csapat Európa-bajnokságot nyert (Keszei Kira, Pápai Viktória Zoé, Fenyősi Zita). Ezután a junior csapattal (Keszei, Szűcs, Pócz-Nagy Fanni) is aranyérmet szerzett. A koronavírus-járvány miatt egy évvel, 2021 nyarára halasztott tokiói olimpián a kardcsapat tagjaként vett részt. A csapatversenyben a magyar kardválogatott a 8. helyen végzett (Márton Anna, Pusztai, Katona Renáta).
A 2022-es junior Eb-n egyéniben harmadik, csapatban (Beviz Dorottya, Keszei, Szűcs) első lett. A 2022-es junior világbajnokság kard egyéni számában bronzérmet nyert, a csapatban (Beviz, Keszei, Szűcs) ezüstérmes lett. Az U23-as Európa-bajnokságon csapatban (Szűcs, Keszei, Spiesz Anna) első helyen végzett. A 2022-es Európa-bajnokságon egyéniben 29., csapatban (Pusztai, Szűcs, Katona) negyedik volt. A 2022-es felnőtt világbajnokságon a győztes csapat (Pusztai, Szűcs, Katona) tagja volt. A fegyvernem történetében először nyert csapat világbajnoki címet Magyarország.
2023 februárjában csapatban (Csonka Dorottya, Keszei, Spiesz) junior Európa-bajnokságot nyert. A junior vb-n egyéniben 11., csapatban (Csonka, Keszei, Spiesz) világbajnok lett. Az Európa-bajnokságon 33., az Európa-játékokon 40. volt. Utóbbin csapatban (Katona, Pusztai, Szűcs) harmadik lett. A 2023-as milánói világbajnokságon a Battai Sugár, Márton Anna, Szűcs Luca, Pusztai Liza összeállítású kardcsapat megvédte világbajnoki címét, a döntőben ezúttal is a franciákat legyőzve (45:38). Egyéniben 39. volt.
A 2024-es párizsi olimpián a kardcsapat tagjaként (Pusztai, Szűcs, Márton) vett részt. A magyar csapat a 6. helyen végzett.

## Eredményei
Magyar bajnokság
Kard egyéni
- aranyérmes: 2022, 2024
- ezüstérmes: 2021

Kard csapat
- ezüstérmes: 2022
- bronzérmes: 2025

## Díjai
- Hajdú-Bihar vármegyei Prima díj (2023)[21]